# Hundtjärnen (Bjurholms socken, Ångermanland)
Hundtjärnen är en sjö i Bjurholms kommun i Ångermanland och ingår i Öreälvens huvudavrinningsområde. Hundtjärnen ligger i Öreälven Natura 2000-område.